# 奧斯塔什夫齊
49°39′41″N 25°19′33″E / 49.66139°N 25.32583°E
奧斯塔什夫齊（烏克蘭語：Осташівці），是烏克蘭的村落，位於該國西部捷爾諾波爾州，由捷尔诺波尔区負責管轄，處於沃蘇什卡河畔，始建於1598年，面積2平方公里，2001年人口606。